# Oude Molen (Ouderkerk aan de Amstel)

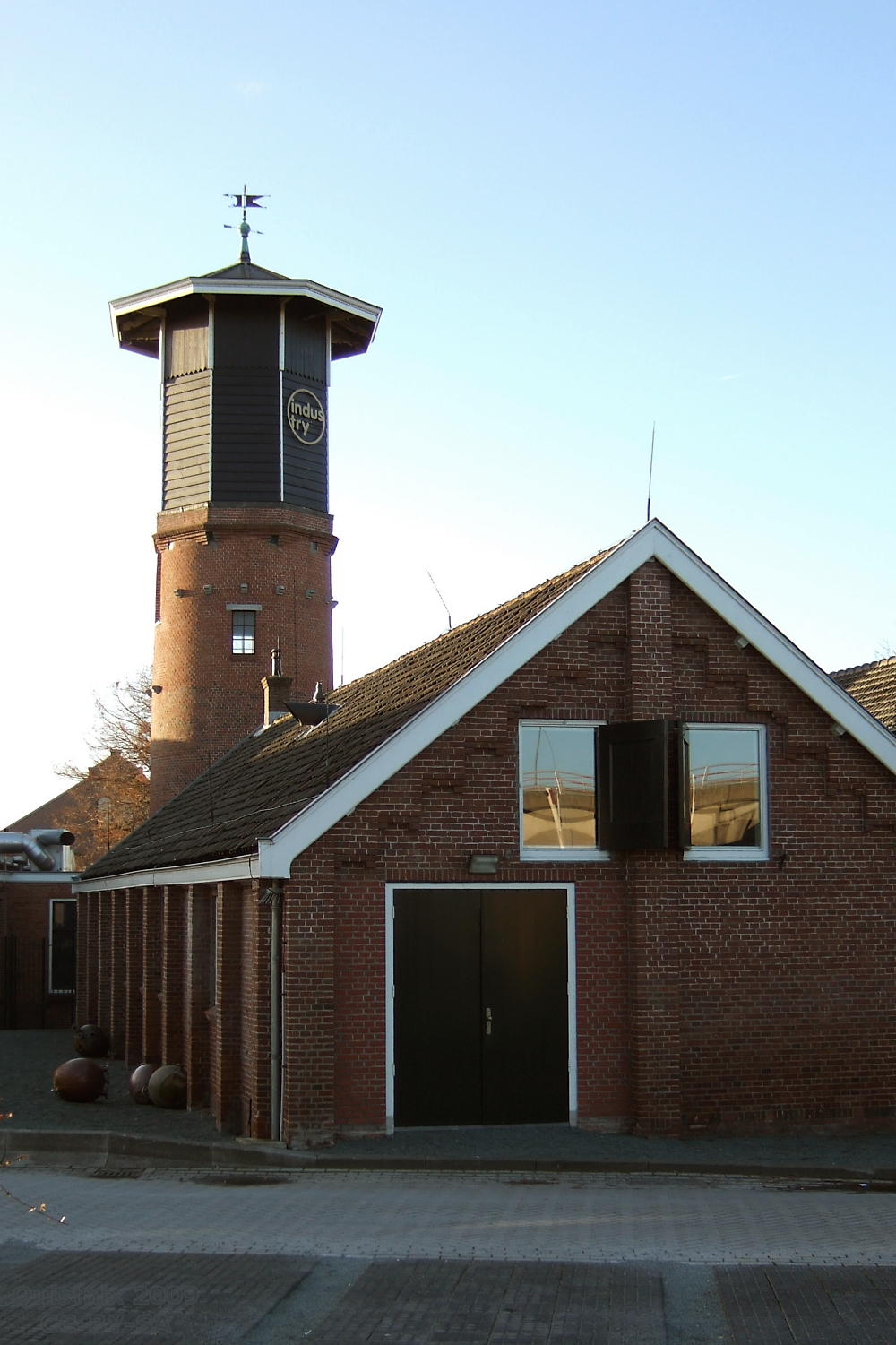
De blustoren

De Oude Molen is een voormalige kruitmolen en kruitfabriek te Ouderkerk aan de Amstel. Ze stond bekend als Buskruitmolen Nr. 3. Men produceerde er zwart buskruit. Later werd er ook schietkatoen, nitroglycerinekruit en zuivere nitroglycerine vervaardigd. 
De gebouwen van de fabriek zijn geklasseerd als rijksmonument (nr: 511966). Ze omvatten loodsen, een blustoren en arbeiderswoningen. Tegenwoordig zijn er meerder bedrijven gevestigd op het terrein. Zo is er in een van de gebouwen een restaurant gevestigd en zijn de arbeiderswoningen aan de Amstel omgebouwd tot vakantiewoningen.

## Geschiedenis
In 1709 vond een ontploffing plaats in kruitmolen Het Oorlogsschip aan de Heiligeweg (nu de Overtoom) in Amsterdam, eigendom van de firma Cornelis van Tulden & Cie. Vergunning voor herbouw werd door de stad niet verleend. Wel werd in 1710 vergunning verleend om de kruitfabriek naar een terrein buiten de stad te verplaatsen. Hiertegen kwamen de omwonenden van de beoogde fabriek in opstand, en aldus kon de vestiging geen doorgang vinden.
In 1718 werd opnieuw een vergunning aangevraagd, nu door de Amsterdamse notabele Nicolaes Calkoen. De vergunning werd verleend en het bedrijf ging van start, aanvankelijk met gebruikmaking van een rosmolen. Na enkele wisselingen van eigenaar kwam het bedrijf in 1742 aan Hendrik van Hoorn, die omschreven werd als een "ras buskruitmaker", en die ook andere buskruitmolens bezat. 
Ongevallen bleven niet uit: in 1782 vloog een kruitstoof in de lucht, en de fabriek moest grotendeels herbouwd worden. Het bedrijf bleef in handen van genoemde familie van Hoorn. In 1842 overleed de laatste eigenaar uit het geslacht Van Hoorn en daarmee kwam de fabriek stil te liggen, maar de gebouwen werden niet gesloopt..
In 1895 besloot de directie van de buskruitfabriek in Muiden om de productie van salpeterzuur en nitroglycerine naar De Oude Molen over te brengen, hetgeen opnieuw tot protesten leidde. Niettemin kwam de fabriek er, ook omdat het door de Nederlandse staat van groot belang werd geacht dat er een goed uitgeruste en bereikbare kruitfabriek binnen de Stelling van Amsterdam zou zijn. Om strategische redenen wilde de Staat de springstoffenfabricage onder eigen beheer krijgen. Een uitvoerige en zes jaar durende discussie werd gevoerd die in 1922 tot een uitkomst leidde. De Staat werd voor 50% aandeelhouder in de fabrieken.
Tijdens de Tweede Wereldoorlog werden de installaties door de bezetter afgevoerd. Na de oorlog werd de fabriek opnieuw ingericht met vergelijkbare installaties uit Duitsland. In 1953 vond nog een ernstig ongeval plaats, toen een ketel met nitroglycerinehoudend afvalzuur ontplofte, waarbij één dode en één zwaargewonde viel en vele koeien werden gedood. Op 1 juni 1972 fuseerde het bedrijf met het West-Duitse Dynamit Nobel AG in Troisdorf. Het bedrijf werd hernoemd tot "Muiden Chemie" en de vestiging in Ouderkerk werd uiteindelijk in 1991 gesloten.